# Монталето (Равена)
Монталето је насеље у Италији у округу Равена, региону Емилија-Ромања.
Према процени из 2011. у насељу је живело 361 становника. Насеље се налази на надморској висини од 2 м.